# Слово єднає!
"Слово єднає!" –  хмельницький літературно-публіцистичний альманах.

## Про альманах
Виданий у 2018 році відповідно до Програми підтримки книговидання місцевих авторів та популяризації української книги у м. Хмельницькому на 2018-2020 роки «Читай українською».
Редакційна колегія: Володимир Захар’єв, Тамара Козицька, Віталій Міхалевський, Володимир Олійник, Артем Ромасюков. На обкладинці зображено логотип  хмельницького міського фестивалю "Слово єднає!" (автор Віталій Міхалевський).

## Презентація альманаху
Презентація альманаху «Слово єднає!» стала фінальним заходом літературного марафону «Читай українською», який провела у вересні 2018 року у місті Хмельницькому Хмельницька міська централізована бібліотечна система. Вона відбулася у міському сквері імені Тараса Шевченка біля пам’ятника Кобзарю.

## Розділи видання
Розділи альманаху:
1. Культурологічні , громадські та літературні організації і об’єднання;
2. Автори-учасники фестивалю;
3. Спеціальні гості фестивалю;
4. Додатки.

## Опис
У альманасі вміщено інформацію про літературно-мистецькі спілки та організації, а саме:
- Хмельницьку міську централізовану бібліотечну систему,
- Хмельницьку міську організацію Національної спілки письменників України,
- Хмельницьку міську літературну спілку «Поділля»,
- Хмельницьке міське Товариство української мови ім. Тараса Шевченка (Народний дім «Просвіти»),
- Хмельницький міський монотеатр «Кут» (стаціонарний театр одного актора),
- Газету «Проскурів»,
- студентський літературний театр «Глорія» Хмельницького національного університету,
- Хмельницьке обласне об’єднання товариства «Просвіта» ім. Тараса Шевченка,
- Хмельницьку обласну організацію Національної спілки письменників України,
- Хмельницьку обласну організацію Національної спілки журналістів України,
- Хмельницький обласний осередок ВТС «Конгрес літераторів України»,
- Хмельницький обласний літературний музей,
- Дунаєвецьке літературно-мистецьке об’єднання «Сонях»,
- Творчий клуб «Ліра» Кам’янець-Подільського міського будинку культури.

Основу альманаху склали короткі біографічні відомості про учасників літературного фестивалю «Слово єднає!», що проходив у місті Хмельницькому протягом 2015-2017 років (117 учасників), а також зразки їхніх творів, що подані в авторських редакціях. Найперше це літератори міста Хмельницького та Поділля. Окремим розділом виділено спеціальних гостей фестивалю «Слово єднає!». Серед яких – Дмитро та Віталій Капранови, Наталка Михно, Лора Підгірна, Григорій Половинко, Марія Чумарна, Василь Шкляр.
Укладачі приділили увагу й історичній стороні фестивальних подій. Невеликими довідковими статтями розповідають про історію міста Хмельницького, центральну вулицю – Проскурівську, сквер імені Тараса Шевченка.
Доповнюють альманах фотоколажі, інформація про висвітлення фестивалю «Слово єднає!» у ЗМІ та Інтернет-ресурсах, його програми, положення, афіші і т. ін.

## Тираж та розповсюдження
Кількість виданих примірників – 300 шт. Кожен письменник – учасник фестивальних заходів (це 110 подолян та 7 гостей фестивалю) отримав свій примірник. Альманах можна знайти у всіх бібліотеках-філіях Хмельницької міської централізованої бібліотечної системи, на офіційному сайті якої він є у електронному вигляді.